# 上蒲溪瑶族乡
上蒲溪瑶族乡，是中华人民共和国湖南省怀化市辰溪县下辖的一个乡镇级行政单位。

## 行政区划
上蒲溪瑶族乡下辖以下地区：
五保田村、龙脑上村、中蒲溪村、当峰村、田坪村、温溪村、茂兰冲村、保树坪村、蒲潭村、六屋场村、上蒲溪村和排子坡村。

## 中国传统村落
2012年，五宝田村被评为首批“中国传统村落”。